# Plazmabeat
A Plazmabeat elektronikus popzenét és modern szintipopot játszó magyar együttes. A projekt 2006 óta aktív. Jelenlegi felállásában 2010 óta működik - amióta a kezdeti szóló projekt kéttagúra bővült - amelyet Asbóth M. Gergő (művészneve: Grag Velvet) és Laczó Nikolett alkotnak.

## Az együttes története
A Plazmabeat produkció 2006-ban indult szóló projektként. Kezdetekben a fő stílusirányzata a trance és szintipop ötvözete volt, akkor még férfi énekhanggal.
Szóló projektként 2011-ig öt single, három válogatáson szereplés és öt előadónak készített remix jelent meg szerzői vagy hivatalos kiadásban (CLS, Electro Arc, Dredmusic, Sound Record).
2008-ban két videó klip is napvilágot látott, Hegyeken túl és Hív a végtelen címmel. Mindkét dalt az egykori Viva tv elődjeként ismert Z+ zenecsatorna is műsorára tűzte.
2010 év elején csatlakozott Laczó Nikolett szombathelyi énekesnő, aki azóta is a Plazmabeat frontembere és énekese. Az első kislemezüket a megjelenése előtt a Neo Fm Magyar hangok c. műsorában mutatták be 2011 októberében.
A megújult Plazmabeat első bemutatkozó hanganyaga 2011 november 1-jén jelent meg. A kislemez hat dalt tartalmazott és az Új élet címet kapta. A digitális lemez a hivatalos honlapjukról volt elérhető, amely szintén ezen a napon indult el ismét.
2012 májusában, 21 évvel az eredeti dal megjelenése után, elkészítették a Bonanza Banzai -Szárnyas fejvadász c. dalának átdolgozását. A dal meghozta a csapatnak az országos ismertséget és elismerést a szinti pop rajongók körökben.
2012 október 1-jén megjelent az első albumuk, amely az Életkaleidoszkóp címet kapta. A két évig készülő album az Új élet kislemez kiegészítése, amely így összesen 13 saját számot tartalmaz. A lemezről a Lelkünk könyvei c. számhoz készült az első közös videóklipjük, amelyet Riba Márió szombathelyi videós segítségével valósítottak meg.
2013 március 15-én megjelent a Remixkaleidoszkóp c. remixalbum, amelyen 20 remix található. A dupla album 16 zenész, dj, producer munkája és különböző modern elektronikus zenei stílusban vonultatja fel a korábban megjelent Plazmabeat számokat.
2014. december 6-án megjelent a második Plazmabeat album Kábítószerelem címmel. Az albumot két éven át csiszolták, amíg elnyerte végleges formáját. A digitális lemez 10 saját számot tartalmaz. Az albumról a Ráncok és a Keresem a szavakat c. számokhoz készült videóklip. A Ráncok egy minimalista, műterem hatású szürkeárnyalatos videóklip, amelynek érdekessége, hogy csak a piros szín jelenik meg benne. A Keresem a szavakat egy igazi monumentális klip lett. A videó nagy részét egy vulkán kráterében forgatták (Ság hegy), ahol 2006-ban a 20th Century Fox amerikai filmvállalat az Eragon című fantasy-kalandfilm egyes jeleneteit is forgatta. A klip elején lévő pár sor Laár András tól származik, amelyet a szerző szíves hozzájárulásával használtak fel.
2015 januárjában a csapat leszerződött Magyarország legnagyobb digitális kiadvány terjesztőjével a WM Music Distribution-nel. Ennek köszönhetően hivatalos YouTube partnerré váltak és kiadványaik valamennyi digitális zeneletöltő oldalairól is elérhetőek pl. iTunes Store, Deezer, Spotify, Amazon, Google Play stb...
2015 év tavaszán az együttes leszerződött a független Advoxya Records-hoz. Júniusban megjelent első, lemezkiadónál is publikált CD kiadványuk. A Plazmapop Selection 2011-2015, az elmúlt négy év, illetve a két korábbi album legjobb számait gyűjtötte össze egy csokorba.
2015 augusztusában egy komoly remixmegjelenés látott napvilágot, amely a Unique együttes Magadban keresd c. kislemezére készült. E felkérés jól igazolja, hogy a Plazmabeat egyértelműen bevéste magát a kevés minőségi hazai előadók közé.
2016 január elsején debütált a Bárcsak ott lehettem volna c. legújabb Plazmabeat videóklip. Az érzelgős témájú dalban a szerző gyermekei szerepelnek és a dal szövege is nekik íródott.
2016 február 19-én első ízben meghívást kaptak az A38 állóhajóra, ahol a legendás budapesti 101 klub a 20. születésnapját ünnepelte. Az együttes egyik nagy célkitűzése megalakulásukkor az volt, hogy eljussanak a budapesti Depeche Mode klubok egyikébe, így ez az álmuk is megvalósult. A rendezvényen felléptek még a Black Nail Cabaret és az Apsürde együttes, akik hazai viszonylatban a legnívósabb dark/synthpop/electropop együtteseknek számítanak a mai napig.
Szintén 2016-ban még egy klipes dal és egy ebből készülő maxi single is megjelent, ez az Új élmény címet kapta. Ez egy nyári hangulatú, fiatalos pop dal volt, amely az együttes első többszereplős videóklipje és talán a legtrendibb hangulatú száma lett.
2017 novemberében látott napvilágot az együttes hatodik videóklipje, a Küzdenem kell, amelyben Alföldi Alexandra szombathelyi énekesnő is közreműködött. Ez volt az első hazai belső nézetes akció-videóklip (FPS - First Person Shooter), amely a videójátékok egy olyan műfaja, ahol a játékos belső nézetből, a főhős szemén keresztül látja az eseményeket. A klipet a nagy sikerű Hardcore Henry című film ihlette, amely a világ első ilyen jellegű egész estét mozifilmje. Az együttes, az említett filmben is alkalmazott Gopro akció/sport kamerát használta a felvételek elkészítéséhez. Az együttes tagjai katonai ruhákat és fegyvereket (Airsoft) is használtak a tökéletes filmes hatás eléréséhez. A klip számtalan helyszínen forgott, így kétségtelenül ez lett az eddigi legkomplexebb Plazmabeat klip, amely a legtöbb előkészületet és munkát igényelte.
2017 december 4-én az együttes a TV2 által üzemeltetett Zenebutik TV-ben járt, ahol a Top 10 című műsorban a népszerű műsorvezető, Jabin Péter vendégei voltak. Új belépőként az első helyen zárták a toplistát, további 9 népszerű videóklip mellett.
2018 júliusában új klippel jelentkeztek, amely a Mint a legelején címet kapta. A klipet 100%-ban privát felvételekből vágták össze, amelyben semmi nem lett tudatosan előre megrendezve.
5 évvel az előző albumuk után, 2019 novemberében megjelent az Plazmabeat 3. stúdióalbuma, az "Utazók" az Advoxya Records gondozásában. Az album 14 számot tartalmazott és a digitális formátum mellett CD-n is megjelent. A kiadvány számai közül, 7 dal már megjelent az együttes Youtube csatornáján, köztük több dalhoz klip is készült, de más formában eddig még nem jelentek meg. Az együttes ezt a 7 dalt egészítette ki további 7 eddig még be nem mutatott dallal és így lett teljes a harmadik album - 14 számmal. 
Az album, a korábbi hagyományokat folytatva készült el. Több dalszövegben megjelennek az együttes tagjai életének fontos pillanatai, emiatt tekinthetjük az albumot (elmondásuk szerint) egy trilógia befejező részének is. A Plazmabeat korábbi albumai (részben) a szerző/k életének egy-egy lenyomatai: Az "Új élet", "Életkaleidoszkóp", "Kábítószerelem" és az "Utazók" is mind-mind a kapcsolatuk ill. életük alakulását önti dalokba. 
2020 márciusában megjelent a Hungarian Synthpop Allstars vol. 01. válogatáslemez, amelynek ötletgazdái és producerei is a Plazmabeat tagjai voltak. 
2021 szeptemberében a Hungarian Synthpop Allstars vol. 01. válogatáslemezre készült exkluzív dalhoz klip készült, Mától holtomiglan címmel. A klip érdekessége, hogy a dalhoz készült képkockákból, csak a vágóképeknek szánt snittek lettek felhasználva.
2021 novemberében az együttes betöltötte a 10. aktív évét és közben elkezdtek dolgozni 4. albumukon.

## Az együttes tagjai
- Asbóth M. Gergő (1980.08.07.) - Dalszerző, szövegíró, hangszerelés, keverés, master, zenei producer
- Laczó Nikolett (1988.05.16.) - Ének, vokál

## Diszkográfia
Albumok
- Plazmabeat - Új élet (2011) / Ep / Szerzői kiadás
- Plazmabeat - Életkaleidoszkóp (2012) / LP / Szerzői kiadás
- Plazmabeat - Remixkaleidoszkóp (2013) / Dupla LP / Szerzői kiadás
- Plazmabeat - Kábítószerelem (2015) / LP / Szerzői kiadás
- Plazmabeat - Utazók (2019) / LP / Advoxya Records

Kislemezek, maxik
- Plazmabeat - Nyári szerelem (2006) / Single / Szerzői kiadás
- Plazmabeat - Szivárvány (2007) / Single / Szerzői kiadás
- Plazmabeat – A hegyeken túl (2008) / Single / Dredmusic
- Plazmabeat – Hív a végtelen (2008) / Single / Dredmusic
- Plazmabeat - Szárnyas fejvadász 2012 (2012) / Átdolgozás / Szerzői kiadás
- Plazmabeat - Ráncok (2013) / Single / Szerzői kiadás
- Plazmabeat - Keresem az utam 2013 (2013) / Átdolgozás / Szerzői kiadás
- Plazmabeat - Új élmény (2016) / Single / Plazmapop Records
- Plazmabeat - 80-as évek (2017) / Single / Plazmapop Records

Remixek
- Dred – Változnak az idők (2008) / Remix / Dredmusic
- Discovery & Dred – Találd meg az álmod (2008) / Remix / Dredmusic
- Discosa feat. Armiger – See your eyes (2008) / Remix / CLS
- Discosa feat. Armiger – Razorblade (2009) / Remix / CLS
- Voyagers – Leaving Sensoria (2011) / Remix / Szerzői kiadás
- Dewolf feat. Noen – Play Along (2013) / Remix / Dewolf music
- Omnimar - Ego Love (2014) / Remix / Synth-me Records
- Unique - Magadban keresd (2015) / Remix / Amiaudio records
- Ian - Egy másik életben (2020) / Remix / Advoxya Records
- Clayfeet - Uneven (2020) / Remix / Szerzői kiadás
- Vainerz - Inspiration (2020) / Remix / RGK Records

Válogatások
- Freddymusic Radio Hits vol. 01. (2008) / Válogatás / Sound Record
- Dancemix Hungary 2008-2009 (2008) / Válogatás / Remix / CLS
- Net.Ware Xtreme Xperience (2011) / Válogatás / Remix / Electro Arc
- Synth My Mind - Synthpop Compilation vol.01 (2015) Válogatás / Remix / Mechanized Digital
- Plazmapop Selection 2011-2015 (2015) / LP - Compilation / Advoxya Records
- Hungarian Synthpop Allstars vol. 01 (2020) / LP - Compilation / Advoxya Records
- Electropop 18. (2021) / LP - Compilation / Conzoom Records

## Videóklipek
- Hegyeken túl (2008)
- Hív a végtelen (2008)
- Lelkünk könyvei (2012)
- Ráncok (2013)
- Keresem a szavakat(2014)
- Bárcsak ott lehettem volna (2016)
- Új élmény (2016)
- Küzdenem kell (2017)
- Mint a legelején (2018)
- Mától holtomiglan (2021)